# سد بئر مشارقة
سد بئر مشارڤة سدّ تونسي على وادي مليان، يقع شرق مدينة بئر مشارقة.